# Ferdinandovac
Ferdinandovac est un village et une municipalité située dans le comitat de Koprivnica-Križevci, en Croatie. Au recensement de 2001, la municipalité comptait 2 107 habitants, dont 99,43 % de Croates et le village seul comptait 1 984 habitants.

## Localités
La municipalité de Ferdinandovac compte 2 localités : Brodić et Ferdinandovac.